# 顧鶴皋
顧鶴皋（1904年9月18日—1958年），名升祿，四川省銅梁縣坪灘鎮白鶴鄉人，實業家，曾任立法院立法委員。

## 經歷[1]
- 五四運動期間積極參與學生活動，被選為銅梁學生聯合會評議會評議長
- 1924年考入北京工業專科學校。
- 創辦「銅鐸」月報。[2]
- 1926年參加中國國民黨後休學，任銅梁縣黨部常委兼組織部長
- 1927年就讀北京工業專科學校，1929年獲工學士學位。
- 1931年，任四川省梁山縣建設局長。
- 1938年3月任「生力軍」週刊發行人
- 1945年當選為四川省第一屆參議會參議員
- 民國36年(1947年)10月23日成立銅梁縣合作社聯合社，選舉顧為理事主席[3]
- 民國37年，當選立法委員，曾出席第一屆立法院第一會期農林及水利委員會、經濟及資源委員會、財政及金融委員會。
- 1949年9月，四川省水利局小安溪灌溉工程處,任董事長[4]
- 1950年初申請公私合營，竟成化學廠遂成為重慶最早實行公私合營的企業之一。
- 1954年9月，竟成與美華油漆廠，建華油漆廠合併為公私合營重慶油漆廠股份有限公司，擔任主營生產技術的第一副廠長。
- 1956年，全行業公私合營期間，被任命為重慶市化學工業公司副經理。他是中國民主建國會會員，重慶市工商聯常委，重慶市政協委員。
- 1958年肝癌病逝。

### 創辦實業
- 到重慶後，即著手創辦油漆廠。他與在渝任教的同學楊月然商量，楊曾在北京工業大學主修油漆顏料專業，從事此道，正遂其意。乃邀重慶社會人士投資，計有二十一軍范紹增師部軍需處長范眾渠，巴縣縣長馮均逸，稅務局長何兆清，李士志等共集資3萬元，在大溪溝創辦了重慶油漆廠，由范眾渠任董事長，顧鶴皋任經理，楊月然任廠長兼工程師。這是四川最早出現的第一家油漆廠。創辦之初，只有20多個職工，生產飛鳳牌油漆，產品剛一應市、即遭日商鷂牌油漆的殺價競銷。重慶油漆廠資金技術均很薄弱，競爭不過，虧損嚴重。後將廠名改為濃華油漆油墨廠，改以生產經營油墨為主。日商複以油墨壓價傾銷。1936年董事會宣佈結束經營。
- 1937年初，去江浙考察，回到重慶，與楊月然合辦竟成化學廠。1938年4月，開始生產日昇牌系列漆墨產品。
- 1940年5月，與友人徐祟林合資在重慶南岸上浩桂花園創辦大成制革廠，是當時重慶四大制革廠之一。[5]
- 銅梁造紙廠，任董事長[6]
- 抗戰勝利後，設立集成企業總公司，顧鶴皋擔任總經理。

### 技術教育
- 初在銅梁正誼中學和國民師範學校任教
- 1932年，川東師範學校任理化教員，又兼任四川省立重慶高級工業職業學校教員
- 1933年年，四川省立重慶高級工業職業學校董事會推選為校長，1939年1月免